# トライアディック・メモリーズ
『トライアディック・メモリーズ』(Triadic Memories)  は、アメリカ合衆国の作曲家モートン・フェルドマンが1981年に作曲したピアノ独奏曲で、3人のピアニスト、デイヴィッド・チューダー、ロジャー・ウッドワード、高橋アキに献呈された。

## 作曲の経緯
1980年初頭、高橋アキはフェルドマンがディレクターをしていたニューヨーク州立大学バッファロー校付属の「創造と演奏の芸術センター」に招かれ、数々の演奏活動を行った。5月にニューヨークのソーホーで、フェルドマン作曲の1時間半もかかる弦楽四重奏曲の演奏を聴いて感激し、その場でフェルドマンに「この曲と同じ長さのピアノ曲」の作曲を依頼した。前年末にはロジャー・ウッドワードもフェルドマンにピアノ曲を依頼していた。
出来上がった作品『トライアディック・メモリーズ』というタイトルは、二重の意味を持っている。一つはフェルドマンの生涯で大事な3人のピアニストである、デイヴィッド・チューダー、ロジャー・ウッドワード、そして高橋アキの思い出であり、もう一つはこの作品で使われる三和音の記憶である。

## 構成
曲は本質的に二つの異なる音程、短2度と長2度 (これは長7度と短7度でもある) から構成されている。演奏時間はおよそ90分である。

## 初演
ウッドワードによる世界初演は1981年19月5日、作曲者臨席のもとロンドン現代美術館で行われ、フランス初演は1997年のパリの秋音楽祭において、モリエール劇場で行われた。
アメリカ初演は1982年3月12日、ニューヨーク州立大学バッファロー校内、ベアード・ホール、高橋アキ (ピアノ)。

## 楽譜

モートン・フェルドマン作曲『トライアディック・メモリーズ』の基本パターン。1990年開催の第1回シドニー春の現代音楽と美術の国際フェスティバルのためのリチャード・トゥープの記事。

楽譜はユニヴァーサル社 から出版されている。